# Eriocrania sparrmannella
Eriocrania sparrmannella là một loài bướm đêm thuộc họ Eriocraniidae. Nó được tìm thấy ở châu Âu.
Sải cánh dài 10–13 mm. Con trưởng thành bay từ tháng 4 đến tháng 5 tùy theo địa điểm.
The larvae ăn lá các loài Betula.

## Hình ảnh

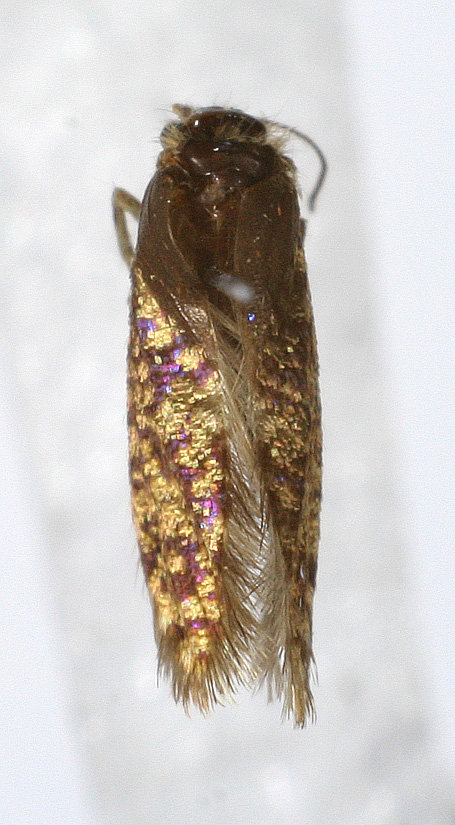